# The Punisher (1989)
The Punisher är en amerikansk-australisk film från 1989, regisserad av Mark Goldblatt, med Dolph Lundgren i huvudrollen. Filmen baseras på den tecknade serien Punisher (Straffaren).

## Om filmen
Filmen spelades in i Australien. 
Filmen visades inte på bio i USA på grund av att produktionsbolagets, New World Pictures, konkurs.
I Sverige blev filmen förbjuden att visas på bio av Statens Biografbyrå. Den blev förbjuden tre gånger (1989, 1990 och 1993)

## Rollista (urval)
| Dolph Lundgren    | – Frank Castle   |
| Louis Gossett Jr. | – Jake Berkowitz |
| Jeroen Krabbé     | – Gianni Franco  |
| Kim Miyori        | – Lady Tanaka    |
| Bryan Marshall    | – Dino Moretti   |
| Nancy Everhard    | – Sam Leary      |